# Al Ghuwariyah
Al Ghuwariyah (arabo: الغويرية) è una municipalità del Qatar di 2 159 abitanti.